# Peckhamia scorpionia
Espèce
Synonymes
- Synemosyna scorpionia Hentz, 1846
- Synemosyna ephippiata Hentz, 1846
- Salticus fuligineus Blackwall, 1846

Peckhamia scorpionia est une espèce d'araignées aranéomorphes de la famille des Salticidae.

## Distribution
Cette espèce se rencontre aux États-Unis et au Canada.

## Description
Le mâle décrit par Chickering en 1944 mesure 3,2 mm et la femelle 3,0 mm.

## Systématique et taxinomie
Cette espèce a été décrite sous le protonyme Synemosyna scorpionia par Hentz en 1846. Elle est placée dans le genre Synageles par Peckham et Peckham en 1888 puis dans le genre Peckhamia par Simon en 1900.

## Publication originale
- Hentz, 1846 : « Descriptions and figures of the araneides of the United States. » Boston Journal of Natural History, vol. 5, p. 352-370 (texte intégral).